# 氮-空位中心

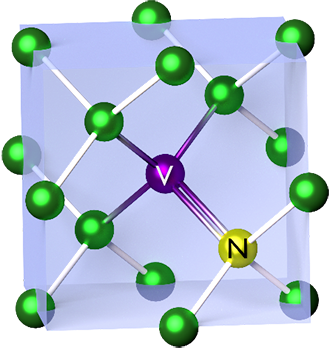
Simplified atomic structure of the NV^{−} center

氮-空位中心 (N-V 中心 或 NV 中心)，有时也称作NV色心， 是金刚石 中的一种点缺陷。  其最常被研究和应用的性质是光致发光，用以观察其自旋状态。氮-空位中心的自旋 局域在原子尺度，可以在室温下通过外加电场、磁场、微波辐射或光来进行操控，使其光致发光强度产生共振。这些共振现象与电子自旋的量子纠缠、自旋轨道耦合和Rabi振荡等相关，可以用量子光学理论进行分析理解。 单个的氮-空位中心也可用作量子计算机的基本单元——量子比特。氮-空位中心亦可用于自旋电子学、量子传感等。 一般地，若提到氮-空位中心时没有指定其带电状态，则默认所讨论的是带负电的氮-空位中心。

## 能级结构
NV色心有一个三重态基态(3A)，一个三重态激发态(3E)以及两个单态中间态(1A 和 1E)。
若沿着氮-空位中心的轴向加磁场 ms = 0 不受影响，但是ms = ±1 的能级会发生劈裂（塞曼效应）。
1. ↑  此处的符号来源于群论，考虑了金刚石晶体的对称性和氮-空位自己的对称性。来源于点群 C3V 的不可约表示。